# آرتور دانتو
آرتور دانتو (انگلیسی: Arthur Danto; ۱ ژانویهٔ ۱۹۲۴ – ۲۵ اکتبر ۲۰۱۳) فیلسوف، استاد دانشگاه و نویسنده اهل ایالات متحده آمریکا بود.
وی همچنین برندهٔ جوایزی همچون کمک‌هزینه گوگنهایم شده‌است.

## زندگی
آرتور کلمن دانتو متولد ۱۹۲۴، منتقد هنر و استاد فلسفه است. او بعد از دو سال کار در ارتش به مطالعه تاریخ و کار هنری در دانشگاه وین مشغول شد و سپس برای ادامه تحصیلات به دانشگاه کلمبیا رفت و در آنجا رشته فلسفه را برای تحصیل برگزید. دانتو در سال‌های ۱۹۴۹ تا ۱۹۵۰ در پاریس تحت نظر موریس مرلو ـ پونتی به مطالعه فلسفه پرداخت و دوباره به کلمبیا برگشت و در آن دانشگاه به تدریس مشغول شد.
او به دلیل کارهایی که در زمینه زیبایی‌شناسی فلسفی و فلسفه تاریخ انجام داد معروف است. البته در شاخه‌های متعددی از جمله روانشناسی فلسفی، زیبایی‌شناسی هگل، نظریه باز نمود، فلسفه شوپنهاور و موریس مرلو ـ پونتی آثاری دارد.
از کتاب‌های او در زمینه هنر می‌توان به «برخوردها و بازتاب‌ها: هنر در تاریخ معاصر»، «مریم آینده: مقالاتی در باب هنر» و «عجایب غیرطبیعی: مقالاتی در باب فاصله بین هنر و زندگی» اشاره کرد. در زمینه فلسفه نیز می‌توان «نیچه به مثابه یک فیلسوف»، «میتراییسم و اخلاق‌گرایی» و «ارتباط با جهان: مفاهیم اساسی فلسفه» را نام برد.